# Lisset
Lisset Gutiérrez Salazar (Guadalajara, 3 novembre 1973), est une chanteuse, actrice et animatrice de télévision mexicaine.

## Filmographie

### Télévision

#### Télénovelas
- 1999 : Catalina y Sebastián : Jessica
- 2004 : Soñarás : Dolores
- 2004-2005 : Las Juanas : Yolanda Canales
- 2005 - 2006 : Amor en custodia (TV Azteca) : Carolina Costas
- 2006-2007 : Montecristo : Diana
- 2008 : Vivir por ti : Beatriz Del Toro
- 2010 : Para volver a amar (Televisa) : Denisse
- 2012 : Amor Bravío (Televisa) - Miriam Farca de Díaz-Acosta
- 2013 - 2014 : Lo que la vida me robó (Televisa) : Fabiola Guillén Almonte de Narvaez / Fabiola Almonte Giacinti (Antagoniste principale)
- 2014-2015 : La sombra del pasado : Adelina Lozada Torres
- 2015 - 2016 : A que no me dejas (Televisa) : Mónica Greepé Villar
- 2017 : Enamorándome de Ramón : Virginia Sotomayor de Medina
- 2017-2018 : Me declaro culpable : Bianca Olmedo

#### Séries
- 2005-2006, 2008-2009 : Desde Gayola : Rosita
- 2007 : La niñera (TV Azteca) - Francisca Flores, dite Fran
- 2013 : Gossip Girl Acapulco : Ana de la Vega

#### Émissions
- 2011 : Salud y Maternidad (Utilisima) - Animatrice

### Cinéma
- 2001 : Huapango: Julia
- 2010 : Héroes verdaderos : Narradora

## Théâtre
- Cats
- El enfermo imaginario
- Mi primer gran musical
- Victor/Victoria
- Ciudad blanca
- Fiebre de sábado por la noche
- Mary Poppins
- Loco por ti
- Charly Brown y sus Amigos
- Perdidos en el Espacio
- Calle 42
- Blanca Nieves

## Discographie
- 1996 : Nada Personal avec Armando Manzanero
- 1997 : Lisset
- 1998 : Te lo quiero contar
- 2004 : Historias de mi vida